# Alquife
Alquife là một đô thị trong tỉnh Granada, Tây Ban Nha. Theo điều tra dân số 2005 census (INE), ô thị này có dân số là 780 người.
37°11′B 3°07′T / 37,183°B 3,117°T